# 소통과 거짓말
소통과 거짓말은 2017년에 개봉한 대한민국의 영화이다.

## 캐스팅
- 장선 : 여자 역
- 김권후 : 남자 역
- 김선영 : 학원실장 / 수퍼마켓주인 역
- 김아현 : 학원 여선생 역
- 박지훈 : 스와핑 남편 역
- 이유린 : 스와핑부인 역
- 홍현택 : 초대남 / 신호등 행인남자 2 역
- 유서진 : 여자 딸 역
- 강선영 : 남자부인 역
- 김시아 : 독립영화관 여직원 역
- 김상균 : 술집주인 역
- 이승원 : 술집깡패 1 역
- 김상수 : 술집깡패 2 역
- 김애진 : 신호등 행인여자 1 역
- 윤인아 : 신호등 행인여자 2 역
- 박상민 : 신호등 행인남자 1 역
- 반인환 : 신호등 행인남자 3 역

## 수상
- 2015년 제20회 부산국제영화제 넷팩상, 올해의 배우상 (장선)
- 2018년 제5회 들꽃영화상 조연상 (김선영)
- 2018년 제23회 춘사영화제 여우조연상 (김선영)